# Xylotoles
Xylotoles is een kevergeslacht uit de familie van de boktorren (Cerambycidae). De wetenschappelijke naam van het geslacht werd voor het eerst geldig gepubliceerd in 1840 door Newman.

## Soorten
Xylotoles omvat de volgende soorten:
- Xylotoles apicalis Broun, 1923
- Xylotoles scissicauda Bates, 1874
- Xylotoles segrex Olliff, 1889
- Xylotoles selwyni Olliff, 1888
- Xylotoles aegrotus Bates, 1874
- Xylotoles apicicauda Breuning, 1943
- Xylotoles costatus Pascoe, 1875
- Xylotoles fasciatus Sharp, 1886
- Xylotoles germanus Sharp, 1886
- Xylotoles gracilis Broun, 1910
- Xylotoles griseus (Fabricius, 1775)
- Xylotoles inornatus Broun, 1880
- Xylotoles laetus White, 1846
- Xylotoles lynceus (Fabricius, 1775)
- Xylotoles nanus Bates, 1874
- Xylotoles nudus Bates, 1874
- Xylotoles parvulus White, 1846
- Xylotoles pattesoni Olliff, 1888
- Xylotoles persimilis Breuning, 1940
- Xylotoles pulchellus Bates, 1874
- Xylotoles pygmaeus Broun, 1923
- Xylotoles rugicollis Bates, 1874
- Xylotoles sandageri Broun, 1886
- Xylotoles traversii Pascoe, 1876